# 汉斯·艾歇勒
汉斯·艾歇勒（德語：Hans Aichele，1911年11月2日—1948年），瑞士前男子雪车运动员。他曾代表瑞士参加1936年冬季奥林匹克运动会雪车比赛，获得男子四人银牌。他也曾在1937年世界雪车锦标赛上摘得男子双人铜牌。